# در مولن روژ
در مولن روژ (به فرانسوی: Au Moulin Rouge) نام نقاشی رنگ روغنی از نقاش فرانسوی آنری دو تولوز-لوترک است که بین ۱۸۹۲ تا ۱۸۹۵ کشیده شده است. این اثر یکی از چند نقاشی‌ایست که تولوز لوترک از کاباره مولن‌روژ پاریس (بناشده در ۱۸۸۹) کشیده است و گروهی متشکل از سه مرد و دو زن را نشان می‌دهد که دور یک میز نشسته‌اند و خودنگاره‌ای از لوترک نیز در پس‌زمینهٔ آن دیده می‌شود. این نقاشی در حال حاضر در مؤسسه هنر شیکاگو در معرض نمایش قرار دارد.